# 春日昌預
春日 昌預（かすが まさやす、1751年3月17日（寛延4年2月20日） - 1836年7月17日（天保7年6月4日））は、江戸時代の町人・歌人。甲府町年寄の「山本金右衛門」と同一人物。通称は助三郎。

## 略歴
甲府八日町一丁目（甲府市中央）の商家・若松屋に生まれる。父は二代当主・加藤竹亭（翼）で、竹亭は山県大弐とともに酒折宮（甲府市酒折）に碑文を建立している。昌預は8人兄弟の3男。母は樋貝氏の娘。八日町は「府中一のよき所」甲府勤番士の記した甲斐国地誌『裏見寒話』に記される甲府城下の政治的・経済的中心地で、『甲府買物独案内』に拠れば若松屋は呉服や薬種や香具を扱い、桝屋と並ぶ大店であった。生年月日は甲府町年寄相役坂田家御用日記による。
加藤家は『裏見寒話』に断片的な記述があり、竹亭の頃には上層商人であったという。享保9年（1724年）の甲斐一国幕府直轄領化で設置された甲府勤番支配の甲府城下では、商人層を中心に町人文化が栄えた。
昌預の父・竹亭も甲府に本格的な学芸文化を導入した国学者・加賀美光章や五味釜川に学んだ文人でもある。加藤家過去帳に拠れば、加藤家は甲斐武田氏の譜代家老・春日虎綱（通称「高坂昌信」）を先祖と位置づけており、春日姓を名乗っている。若松屋は竹亭の長男・昌融が3代、次男の昌齢が4代、8男の昌標が5代として継承し、昌預の兄弟も紀行文などを残している。
甲府町年寄の御用日記に拠れば、昌預は安永4年（1775年）に甲府柳町（甲府市中央）の山本家の養子となり、町年寄見習となる。山本家には子が無かったため昌預の養子縁組に先立って、山本家の養女を室に迎えている。山本家は坂田家とともに甲府町年寄を世襲し苗字帯刀を許されていた家柄で、はじめ松木氏を名乗り武田氏時代に巨摩郡乙黒村の山本家養子となる。江戸時代には宝永年間から町年寄役を務めている。
御用日記に拠れば、昌子預は天明4年（1784年）に養父の死去に際して甲府町年寄となり、文政13年（1830年）に高齢で退任するまで40年以上に渡り町年寄役を務めている。

## 著作
昌預の家集に『丑年詠歌』がある。『丑年詠歌』は1997年時点で確認される昌預最初期の家集。全部281種を収録する。成立年代は表題から「丑年」であると推定されるが、「松契齢」と題した127番目の和歌「ちはやぶる神の御前の松の葉を契る齢の有数せん」には「九月十一日元道六十賀　趣向宜候」と詞書が記されている。「元道」は昌預が加賀美光章とともに師事した山本忠告を指していると考えられており、家集の成立年代は忠告の没年である安永2年（1773年）以前の丑年で、なおかつ昌預の年齢を考慮とすると明和6年（1769年）であると推定されている。
内容は四季の順に和歌を配置し、『古今和歌集』『新古今和歌集』を基調としていると評される。内容から山本忠告が主催する歌会で詠まれた和歌を自選したものであると考えられている。

## 広瀬本万葉集の発見と昌預の和歌
昌預は青年期に加賀美光章の私塾環松亭に学び、光章の死後には光章の子光起に兄師し、光章・釜川に次ぐ山本忠吉にも学ぶ。光章同門には山県大弐や後に本居宣長に学んだ国学者の萩原元克がいる。天明元年（1781年）には萩原元克が京都から持ち帰った『万葉集』の書写や歌学書の研究を行う。
これは現在一般的である仙覚系写本とは異なる藤原定家校訂（「冷泉本万葉集」）の写本で、1993年（平成5年）には関西大学教授の木下正俊・神堀忍により、元同大学教授広瀬捨三所蔵の『万葉集』（広瀬本）が定家系写本であることが判明し、この奥書には萩原元克の書き入れや昌預の署名が見られることからその存在が注目された。広瀬本万葉集の発見や『万葉集』解釈や訓読研究の進捗を促したが、木下・神掘両教授の研究によれば筆跡から写本作業には7人以上が携わっており、元克や昌預を中心とするグループにより行われたと考えられている。
また、山梨県立図書館館長として同館所蔵の漢籍や国書の整理を行っていた吉田英也は、退任後の1991年（平成3年）に同館に寄贈された甲府商家大木家所蔵文書（甲州文庫、現在は山梨県立博物館に寄託）の整理過程の中で、広瀬本万葉集奥書に記される「春日昌預」と甲府町年寄の山本金右衛門が同一人物であることを発見し、飯田文彌と共同で発表し注目される。
昌預は町年寄時代から作歌に励み、晩年には年間千首以上の作歌を行い、現在伝わるだけで9冊の歌集、5000首以上の和歌を残している。昌預の和歌は『万葉集』などの影響を受けた花鳥風月の実景を題材とした自然詠が中心で、町年寄役として現地視察を行った荒川水害を詠んだ歌もある。吉田英也は県立図書館の頼生文庫や大木家文書などに含まれる昌預の和歌を翻刻して山梨郷土研究会誌『甲斐路』へ発表し、後に『春日昌預家集』としてまとめられている。